# Malin Wollin

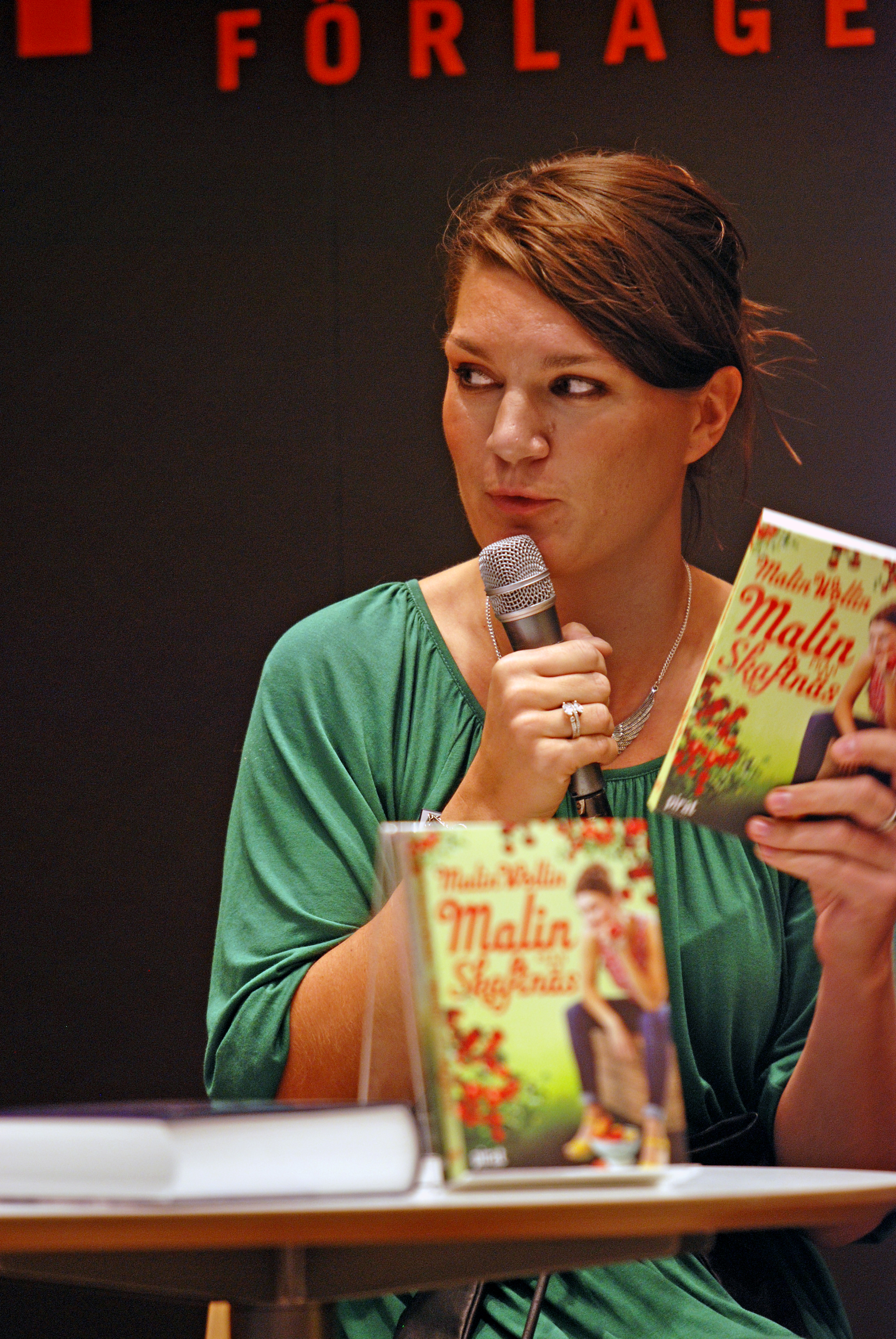
Malin Wollin på Bok & Bibliotek i Göteborg 2011.

Malin Kristina Wollin, född 8 december 1978 i Ryssby församling i Kalmar län, är en svensk journalist och författare. Wollin är bland annat kolumnist på Aftonbladet, krönikör i tidningen Femina, samt bloggar på Femina.se. 2008 nominerades hon som "årets krönikör" inför den årliga Tidskriftsdagen på Cirkus i Stockholm.
Wollin har gett ut tre romaner. När jag tänker på henne utkom 2021 på Piratförlaget.
Hon är sambo med den före detta fotbollsspelaren Joachim Lantz. Paret bor i Kalmar.
Malin Wollin tilldelades 2022 Sveriges Radios Novellpris.